# Lauri Kristian Relander
Lauri Kristian Relander, finski politik, * 31. maja 1883 – 9. februarja 1942. 
Relander je bil drugi predsednik Finske med letoma 1925–1931.
Relander se je rodil v Kurkijokih v Kareliji. Krščen je bil kot Lars Kristian, vendar je v času šolanja ime spremenil v Lauri Kristian. Leta 1901 se je vpisal na univerzo v Helsinkih, da bi študiral agronomijo. Leta 1905 je diplomiral iz filozofije, leto kasneje pa iz agronomije. Istega leta se je poročil s Signo Marijo Österman (1886–1962). Skupaj sta imela dva otroka, Majo Liso (1907–1990) in Ragnarja (1910–1970).
Glavna predmeta pri Relanderjev magistrskem študiju sta bila kmetijska kemija in kmetijska ekonomija. Po diplomi je Relander med letoma 1908 in 1917 delal kot raziskovalec v državni kmetijski eksperimentalni ustanovi. Nadaljeval je študij in leta je 1914 doktoriral. Njegovi poskusi, da bi v tem času pridobil lektorat na univerzi v Helsinkih, niso uspeli. V parlament je bil izvoljen leta 1910, deloval je do leta 1913 in med letoma 1917 do 1920. Do leta 1917 je postal eden izmed voditeljev stranke.
Zaradi srčnega popuščanja je umrl leta 1942.